# Большой Тютерс
Большой Тютерс (фин. Tytärsaari; швед. Tyterskär; эст. Tütarsaar — дочерний остров) — российский остров в центральной части Финского залива, расположенный в 75 км от побережья Финляндии и к юго-востоку от Гогланда. Входит в состав Кингисеппского района Ленинградской области.

## География
Большой Тютерс представляет собою гранитную скалу около 2,5 км в поперечнике с двумя мысами: Туомарниеми и Тейлониеми. Его площадь составляет около 8,3 км². Малый Тютерс находится к юго-западу от острова, примерно в 15-и км от него.
Постоянное население на Большом Тютерсе отсутствует, за исключением персонала маяка. Известен как «остров смерти», поскольку его минные поля длительное время после Второй мировой войны не подвергались разминированию.

## Маяк

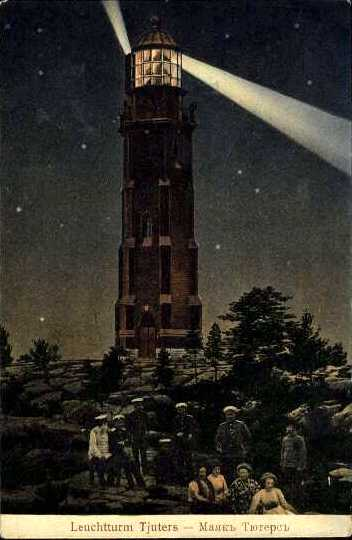
Маяк. Фотография до 1917 года

На Большом Тютерсе располагается маяк, представляющий собою шестиугольную в основании, кирпичную башню высотою в 21 м. Его фокальная плоскость находится на высоте 75 м. Даёт белый свет в следующем порядке: 1 сек. включён, 1 сек. выключен, 3 сек. включён, 9 сек. выключен.

## История
Согласно данным экспедиции «Нево» (1986), первая находка (фибула) в древнем скандинавском поселении на острове датируется VI веком. Поселение с могильником располагалось на вершине и склоне островной дюны.
Остров был заселён «народами финского происхождения» с XVI века. С XVII века на Большом Тютерсе приход Лютеранской церкви.
Во время Ливонской войны 1558—1583 годов возле острова отмечались случаи пиратства: польские и шведские каперы грабили купцов, шедших в занятую русскими Нарву. Для борьбы с пиратами Иван Грозный нанял датчанина Карстена Роде.

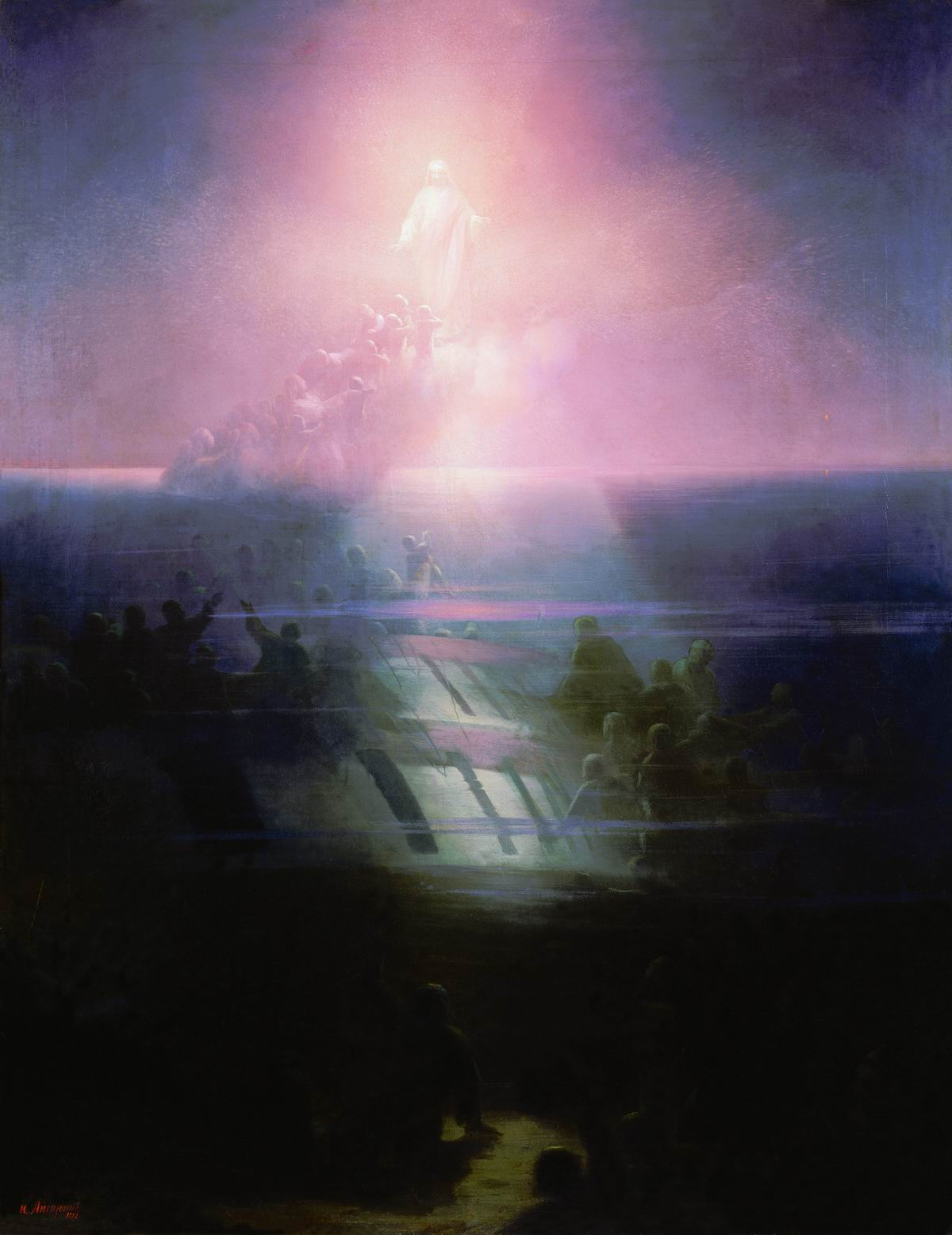
И. К. Айвазовский Гибель «Лефорта»

По Ништадтскому мирному договору 1721 года Большой Тютерс перешёл от Швеции к России. Возле острова продолжали гибнуть корабли — одна из самых значительных катастроф случилась утром 10 (23) сентября 1857 года, когда со всей командой и пассажирами севернее Большого Тютерса затонул линейный корабль «Лефорт». «Лефорт» шёл вторым в походном ордере и перевернулся при повороте фордевинд по команде «все вдруг». Не выжил никто из 826 человек, находившихся на корабле, поэтому достоверных причин кораблекрушения установить не удалось. Хотя среди возможностей указывалась плохая остойчивость «Лефорта» вследствие нехватки балласта.
В 1920 году по Тартускому мирному договору между РСФСР и Финляндией Большой Тютерс отошёл к Финляндии, где оставался до 1940 года, когда после Советско-финской войны (1939—1940) был передан Советскому Союзу. Финское население было эвакуировано. К тому времени на Большом Тютерсе существовала рыбацкая деревня с населением 436 жителей (1939). Здесь было зарегистрировано значительное число грузовых и рыболовецких судов. На острове располагались: построенная в 1772 году деревянная церковь, финское кладбище, школа, а также построенные в 1904 году маяк, станция финской береговой охраны и метеостанция. На острове была устроена узкоколейная железная дорога, которая проходила по северо-западному побережью к маяку. Длина дороги, оценочно по картам — около 1,0 км. Дорога действовала летом. В 1920—1939 на острове был развит туризм.
Силами РККФ остров был занят 2 декабря 1939 года. С началом Великой Отечественной войны на Большом Тютерсе начали устанавливать советские береговые батареи. Советскими войсками остров эвакуирован с перемещением материальной части и запасов в Кронштадт 31 октября 1941 года.
Финны тогда не заняли остров, но на нём периодически бывала их разведка.
В 1941 году в водах к востоку от Гогланда и к северу от Большого Тютерса немцами было выставлено одно из крупнейших минных заграждений Финского залива — «Зееигель» (5779 мин, 1450 минных защитников, 200 подрывных шашек), регулярно обновлявшееся и усиливавшееся, в том числе и противолодочными сетями. В результате в районе Большого Тютерса за годы войны подорвались на минах и погибли подводные лодки «Щ-317» (июль 1942), «Щ-302», «Щ-308», «Щ-320» (всек три — октябрь 1942), «Щ-406» (май 1943), «С-9» (август 1943).
Остров был вновь занят советскими войсками в ночь с 30 на 31 декабря 1941 года: специально сформированный сводный отряд из числа гарнизона Кронштадтской крепости под командованием полковника А. А. Баринова (170 человек при 11 пулемётах) с наступлением сумерек вышел с острова Лавенсари и, пройдя по льду за ночь 37 километров, занял остров. Оставлен 28 марта 1942 года. Той же весной, 8 и 13 апреля, части РККФ атаковали остров, но обе атаки были отбиты финнами и немцами. 9 апреля 1942 года был назначен германский комендант Большого Тютерса (Inselkommandant Groß-Tütters), и на острове начала обосновываться немецкая береговая артиллерия. 14 и 15 сентября 1944 года немцы, опираясь на Большой Тютерс, попытались в рамках операции «Tanne Ost» захватить Гогланд, но были отбиты финнами и советской авиацией. 20 сентября того же года остров, покинутый германцами ещё 18 сентября, заняла морская пехота РККФ. Принадлежность Большого Тютерса Советскому Союзу подтверждена Парижским договором 1947 года.
Перед эвакуацией остров был немцами заминирован. В послевоенные годы предпринималось семь попыток его разминировать. Последняя — в 2005 году: российскими и шведскими сапёрами соответственно из МЧС России и Шведского агентства спасательных служб (ШАСС). Сапёры обезвредили 31 873 взрывоопасных предмета и обнаружили на острове шесть фортификационных сооружений. В июле 2015 года группа саперов Балтийского флота нашла и уничтожила на острове 724 штуки боеприпасов времен Второй мировой войны (артиллерийские снаряды, ручные гранаты, минометные и противопехотные мины).

## Природные ресурсы
Большой Тютерс принадлежит к Кольско-Карельской ландшафтной провинции, но располагается на её стыке с Северо-Западной ландшафтной областью Русской равнины, что обусловливает значительное разнообразие местной флоры. Остров включён в список территорий, входящих в состав Ингерманландского заповедника. Район Большого Тютерса богат железомарганцевыми конкрециями.

## Галерея

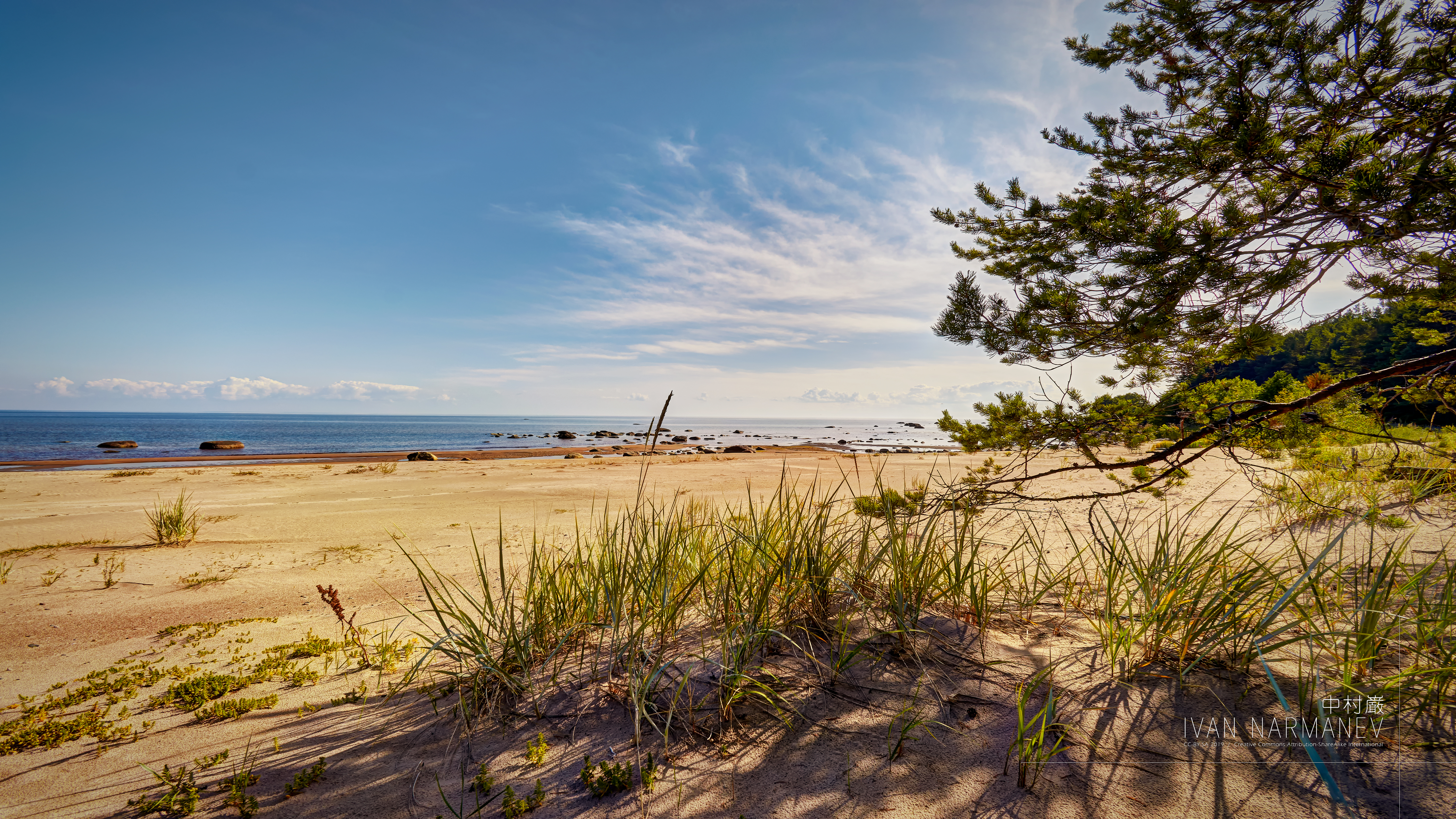
Южный берег
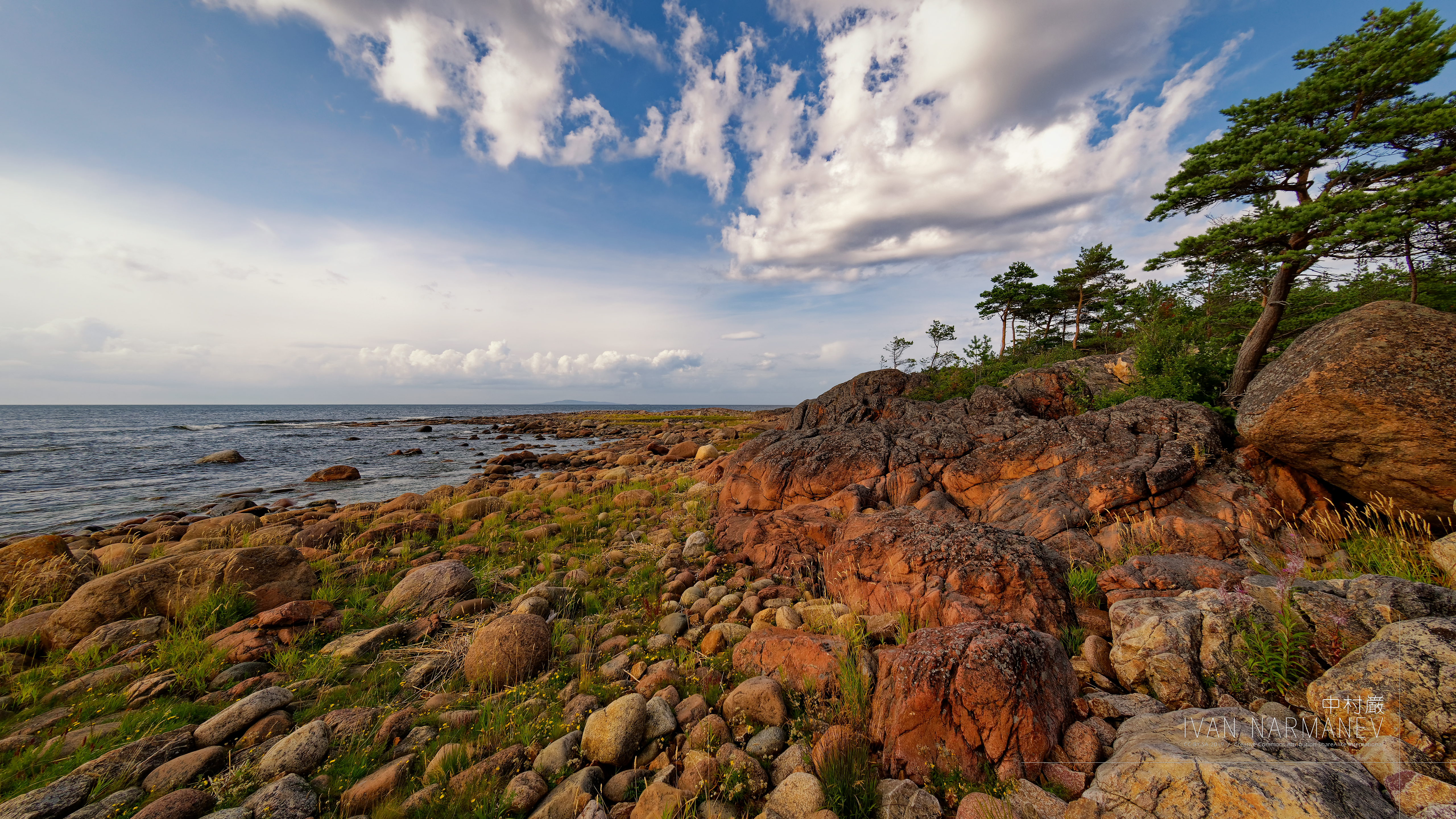
Мыс Ромпиниеми
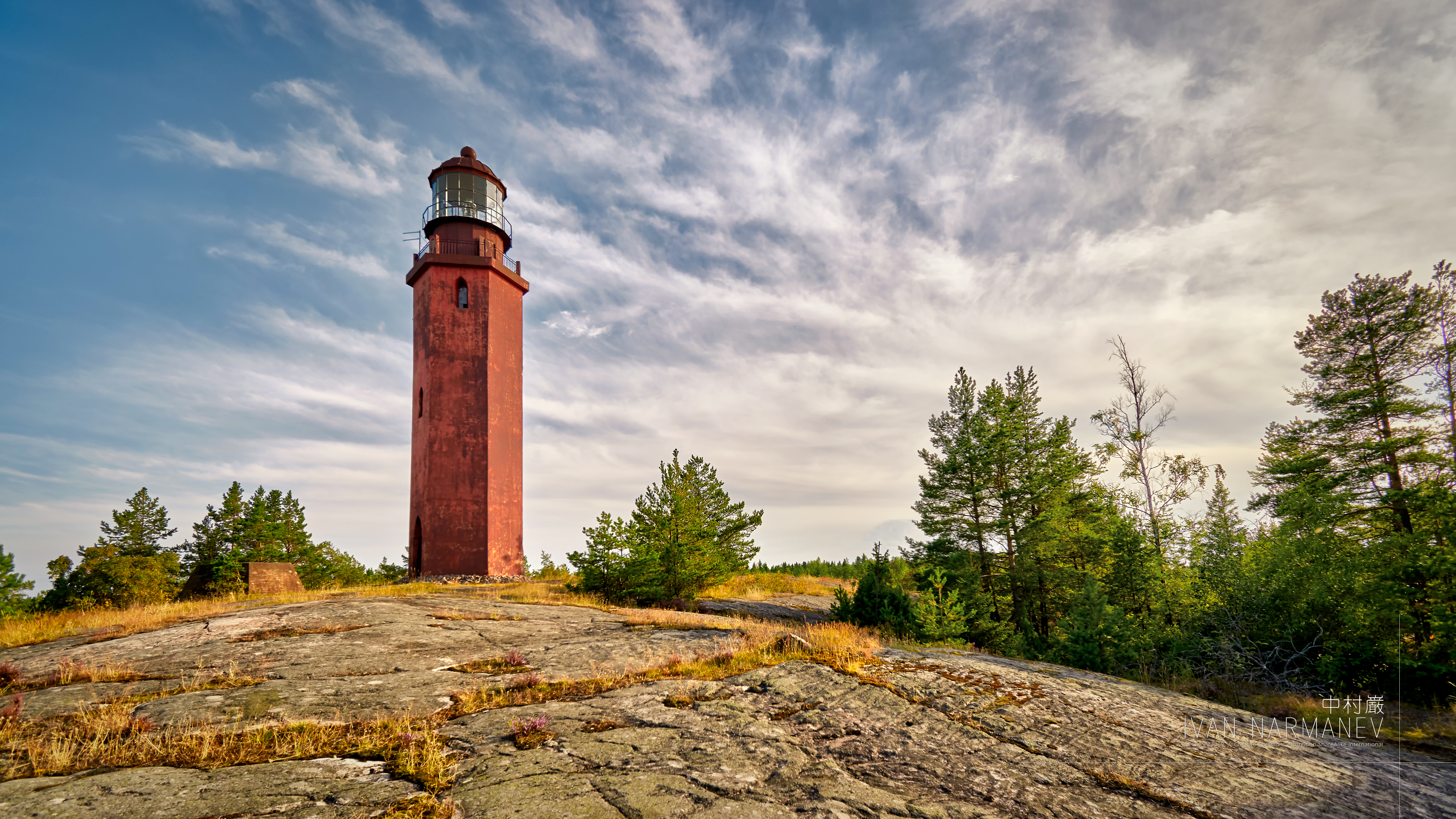
Маяк острова Большой Тютерс
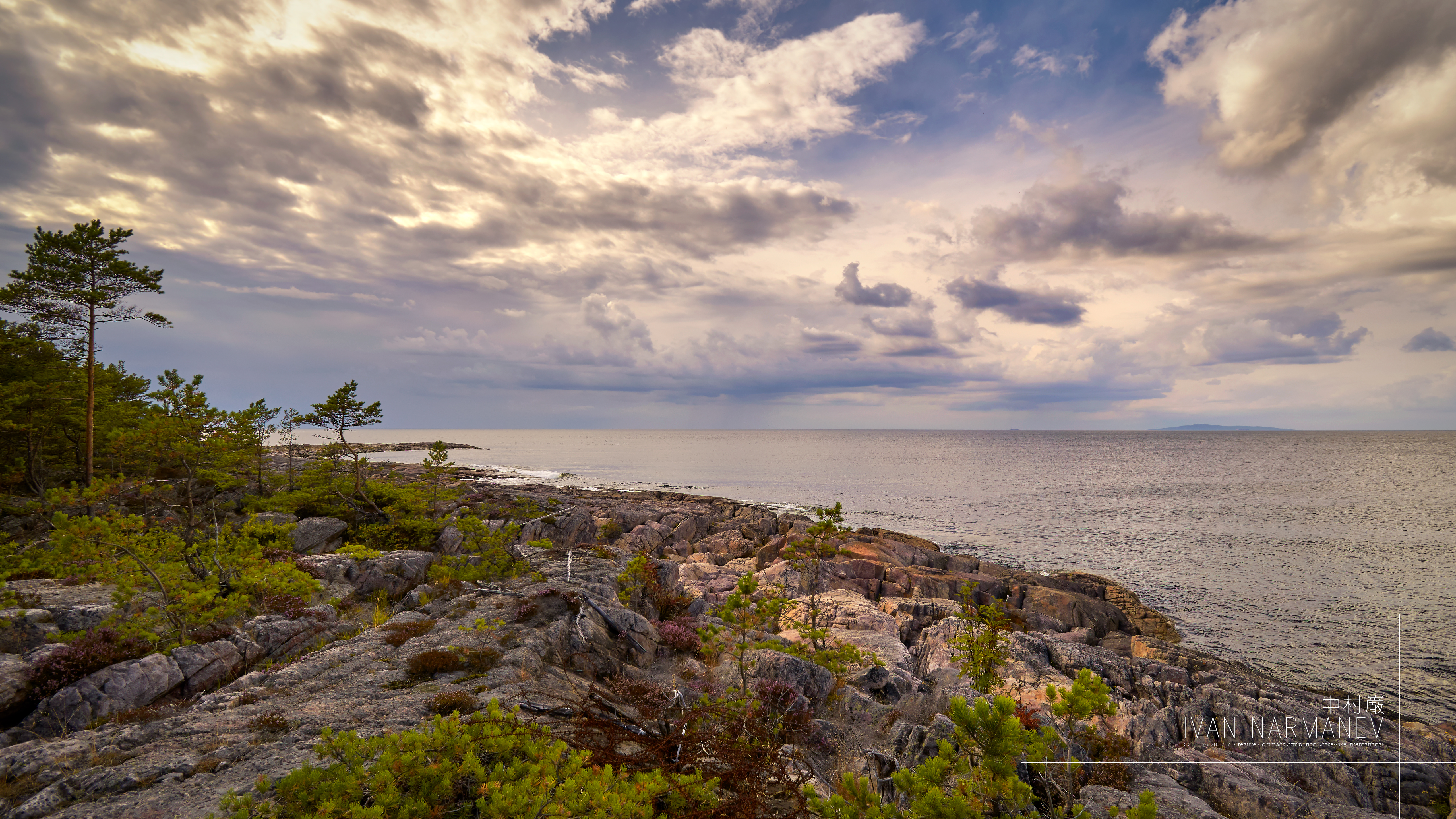
Северный берег
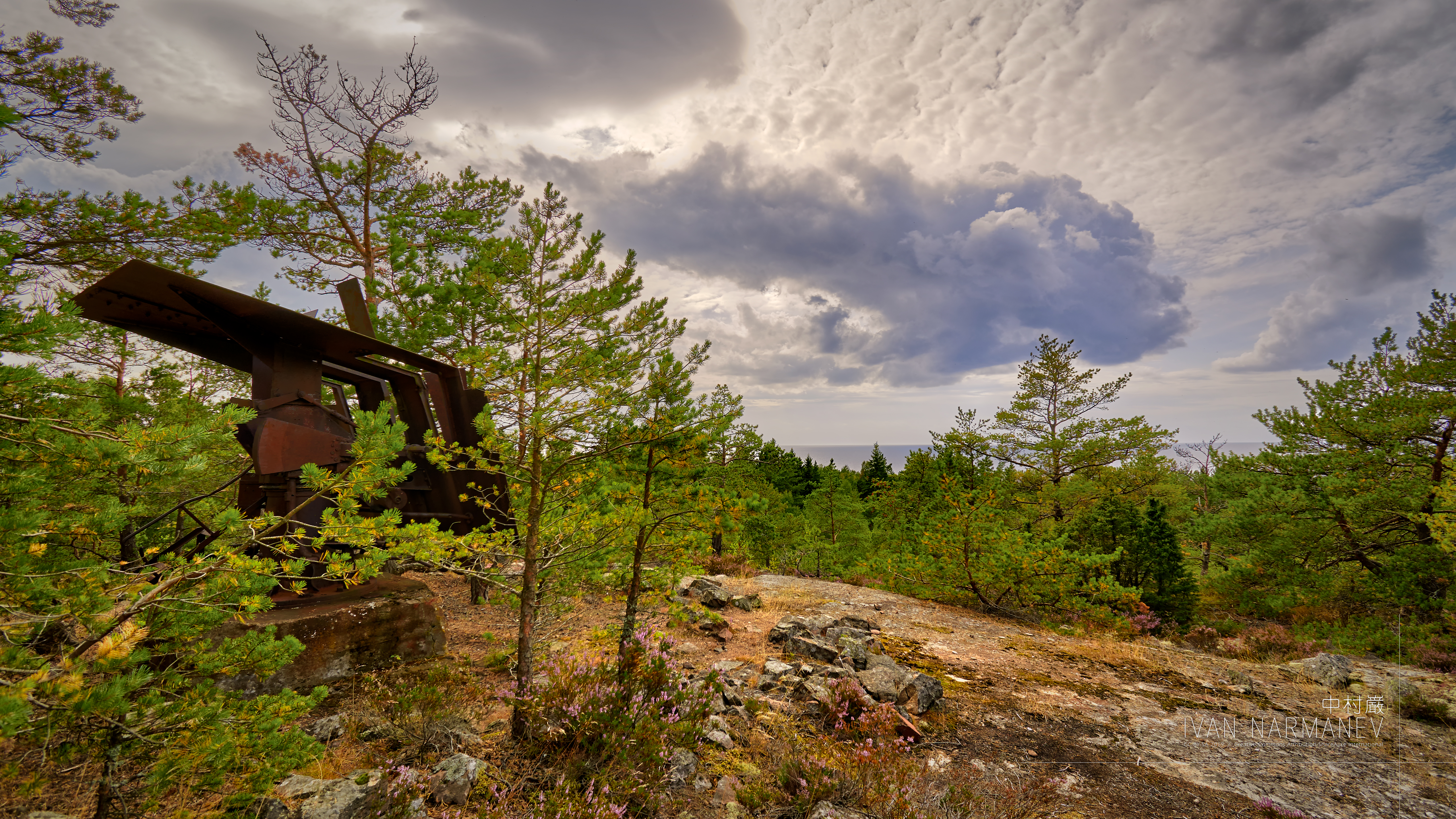
Последнее орудие острова
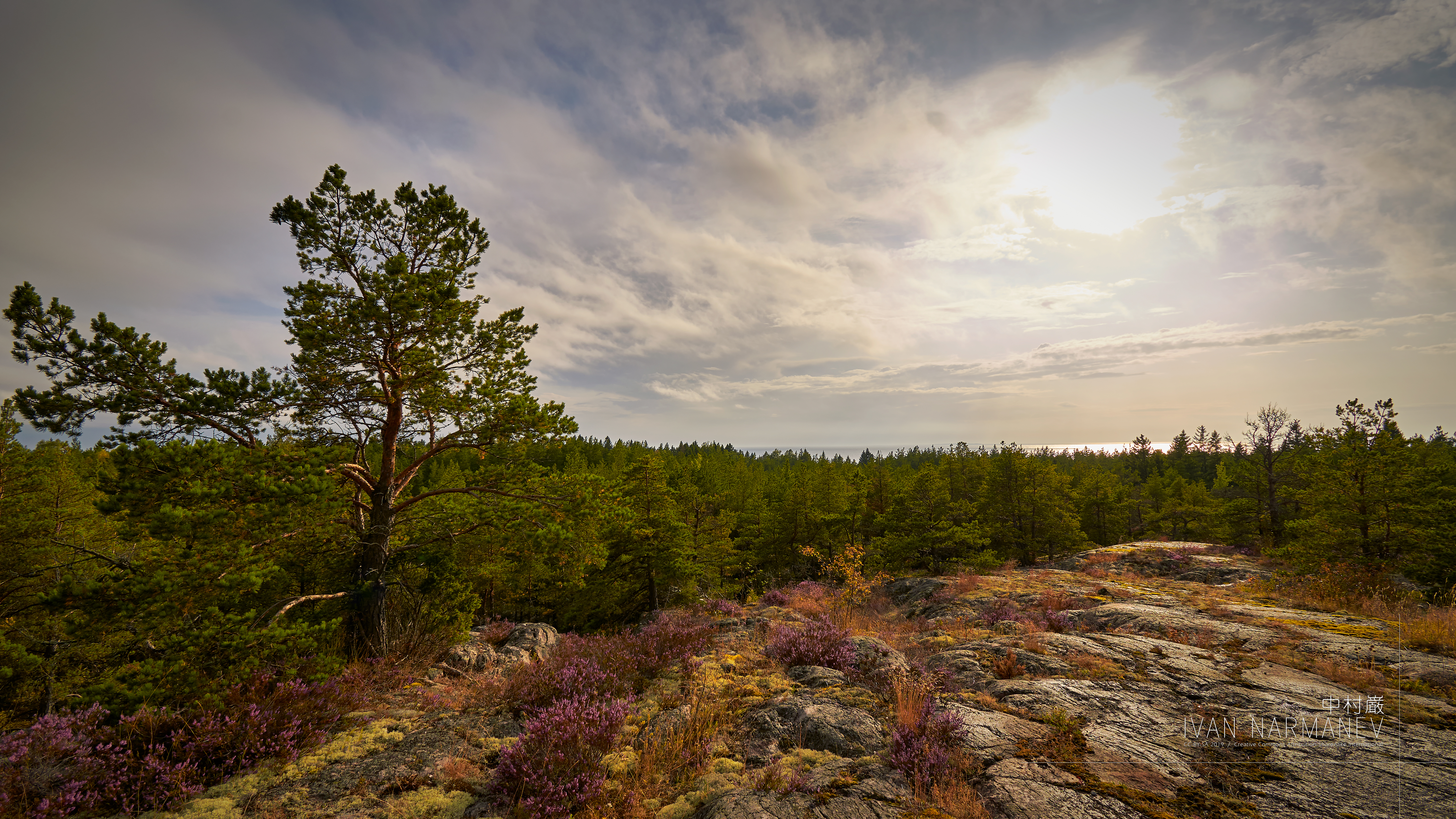
Лес с маячной скалы
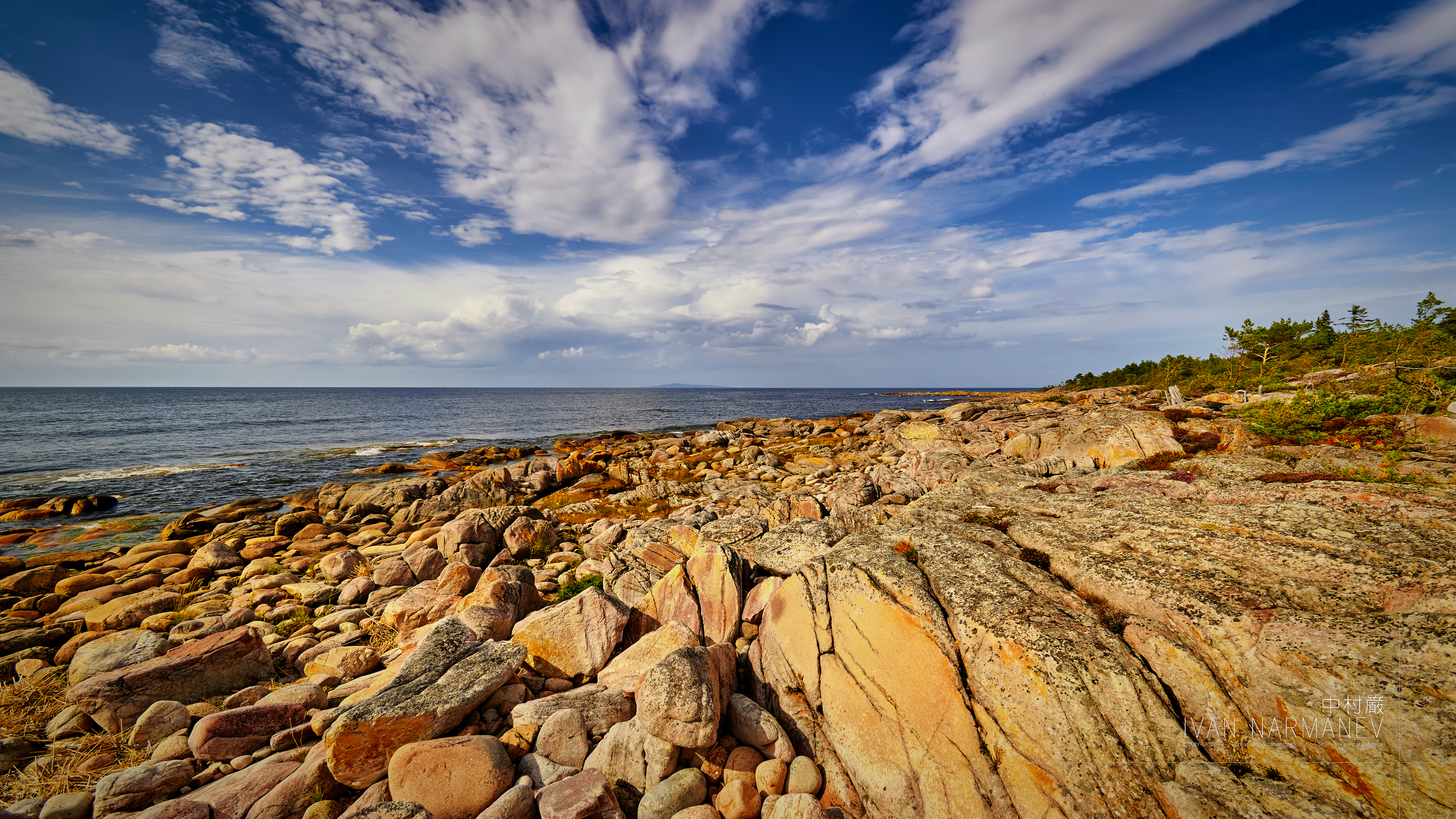
Западный берег и Гогланд